# Alfons Maria Jakob
Alfons Maria Jakob (Aschaffenburg, 2 luglio 1884 – Amburgo, 17 ottobre 1931) è stato un neurologo tedesco.

## Biografia
Studiò medicina nelle università di Berlino,  Monaco di Baviera e di Strasburgo, ove ottenne il dottorato nel 1908. Nel 1909 iniziò la sua attività clinica sotto lo psichiatra Emil Kraepelin e svolse attività di laboratorio con Franz Nissl e Alois Alzheimer a Monaco di Baviera.
Nel 1911 giunse ad Amburgo per lavorare con Theodor Kaes e divenne capo del laboratorio di anatomia patologica presso l'ospedale di stato Hamburg-Friedrichsberg. A seguito del decesso di Kaes nel 1913, gli succedette come settore. Dopo aver prestato servizio nell'esercito tedesco durante la prima guerra mondiale, tornò ad Amburgo e salì la scala della carriera accademica. Nel 1919 fu abilitato alla neurologia e nel 1924 ne divenne professore. Sotto la sua guida il dipartimento crebbe rapidamente. Egli portò notevoli contributi alla conoscenza della commozione cerebrale e alla degenerazione dei nervi secondari e divenne decano di neuropatologia.
Jakob pubblicò cinque monografie e più di settantacinque lavori. I suoi studi di neuropatologia contribuirono molto alla definizione di varie malattie, comprese la sclerosi multipla e l'atassia di Friedreich. Riconobbe per primo il morbo di Alper e la malattia di Creutzfeldt-Jakob (quest'ultima insieme ad Hans Gerhard Creutzfeldt). Egli accumulò esperienza sulla neurosifilide, avendo 200 pazienti ricoverati esclusivamente a causa di questa patologia. 
Jakob compì un viaggio di conferenze negli Stati Uniti e nel Sudamerica, ove scrisse una relazione sulla neuropatologia della febbre gialla.
Negli ultimi sette anni di vita egli soffrì di osteomielite cronica, che alla fine gli provocò un ascesso ed una paralisi all'ileo che ne provocò la morte dopo un intervento chirurgico.